# Anna K

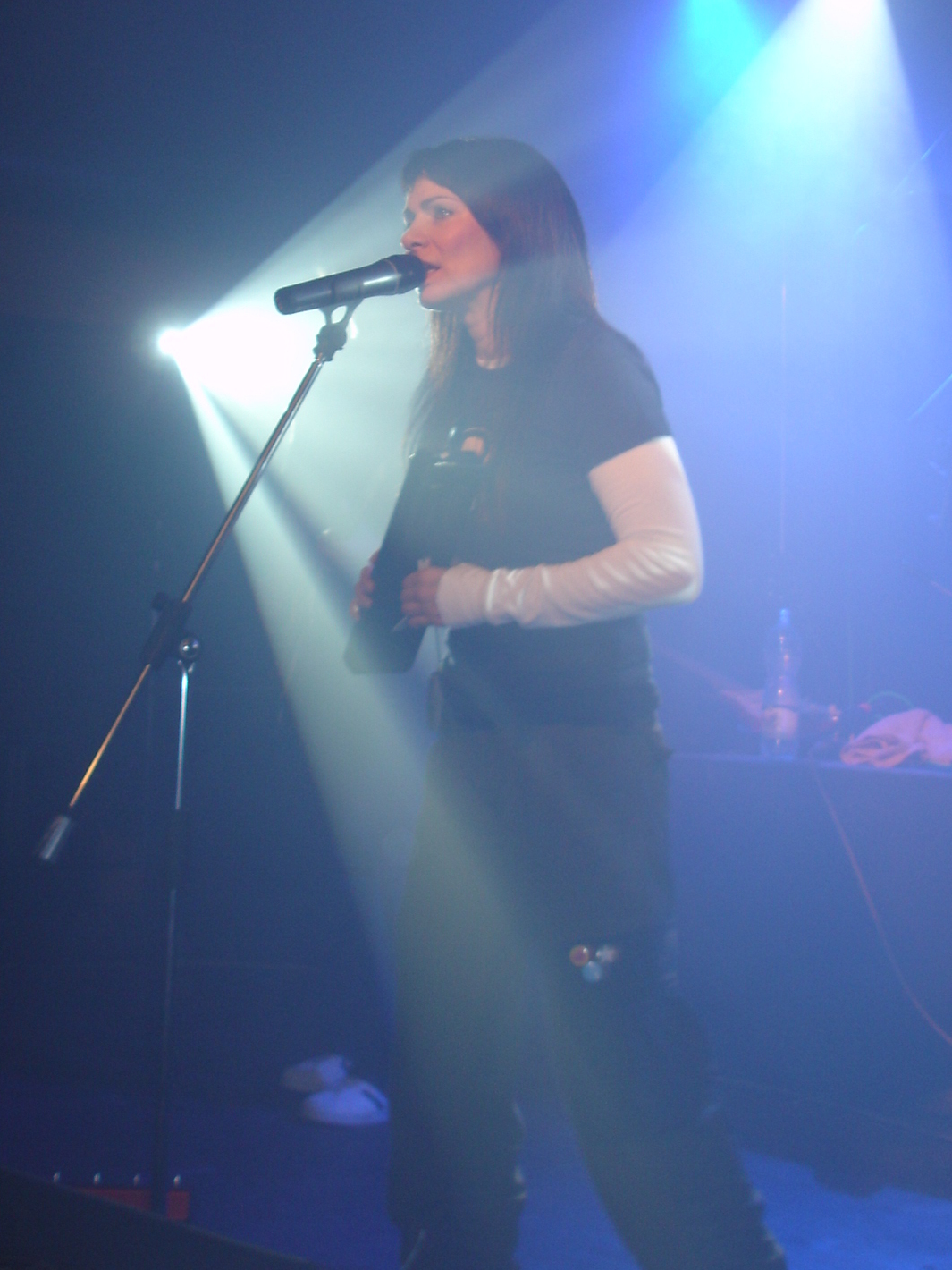

Anna K, właśc. Lucianna Krecarová (ur. 4 stycznia 1965 we Vrchlabí) – czeska piosenkarka i kompozytorka.

## Rodzina, wykształcenie
Urodzona w karkonoskim Vrchlabí, dzieciństwo spędziła u babci w pobliskim Szpindlerowym Młynie oraz w schronisku turystycznym Vrbatova bouda. Przed wyjazdem do Pragi brała udział w lokalnych zawodach narciarskich. W trzeciej klasie przeprowadziła się do Pragi, gdzie uczęszczała do szkoły podstawowej, a następnie do konserwatorium. Ojciec pracował jako barman w klubie jazzowym Reduta, matka w restauracji.

## Kariera muzyczna
Po raz pierwszy pojawiła się przed publicznością w wieku ośmiu lat, gdy zagrała pacholę w przedstawieniu Kytice Jiřígo Suchego wystawionym w praskim teatrze Semafor. 
Jej pierwszy album Já nezapomínám, mimo że nie spotkał się ze zbytnią przychylnością krytyków, okazał się komercyjnym sukcesem (sprzedano 20 tys. egzemplarzy). 
Do współpracy przy tworzeniu materiału do płyty Amulet zostali zaproszeni P.B.CH (Wanastowi Vjecy) i Oskar Petr (autor m.in. Medvídka zespołu Lucie). W wykonaniu utworów udział wzięło wielu cenionych muzyków, m.in. David Koller z Lucie i Bradley Stratton z Circus Praha. Amulet został przyjęty przez krytykę dużo lepiej, ale nie osiągnął popularności poprzedniej płyty.
Trzecia studyjna płyta Nebe z przebojem o tej samej nazwie to znacząca zmiana w rozwoju artystycznym piosenkarki. Był to pierwszy album nagrany z własną kapelą i zarazem wielki sukces (3 nominacje do nagrody Grammy, zwycięstwo w kategoriach najlepsza piosenkarka i, za Nebe, najlepsza piosenka). W tworzeniu materiału, obok producenta Jana P. Muchowa, udział wzięli Tomáš Vartecký (Kurtizány z 25. avenue) oraz Filip Horáček (Prohrála v kartách).
W roku 2005, w ramach promowania albumu Noc na Zemi, Anna K. wyjechała w swoje pierwsze tournée po 13 czeskich i morawskich miastach. W 2009 roku natomiast koncertowała wraz z Markiem Ztraceným.

## Dyskografia
- 1993: Já nezapomínám (Popron music)[5]
- 1995: Amulet (B&M Music)[5]
- 1999: Nebe (BMG)[5]
- 2001: Stačí, když se díváš (B&M Music)[5]
- 2002: Musím tě svést – soundtrack (B&M Music)[6]
- 2004: Noc na zemi – edycja limitowana (Universal Music)[5]
- 2005: Noc na zemi (Universal Music)[5]
- 2006: Večernice (Universal Music)[5]
- 2007: Best of 93-07 – kompilacja (Universal Music)[5]
- 2011: Relativní čas (Universal Music)[5]
- 2014: Poprvé akusticky (Universal Music)[5]